# Watch Dogs 2
Watch Dogs 2 (stiliserat som WATCH_DOGS 2) är ett actionäventyrsspel utvecklat av Ubisoft Montreal och utgivet av Ubisoft. Det är uppföljaren till Watch Dogs från 2014 och släpptes över hela världen den 15 november 2016 till Playstation 4 och Xbox One. En Microsoft Windows-version släpptes den 29 november 2016 över hela världen.
Spelet utspelar sig i en fiktiv version av San Francisco och det spelas från ett tredjepersonsperspektiv och spelvärlden kan navigeras till fots eller med bil, motorcykel eller båt. Spelaren antar rollen som Marcus Holloway, en hackare som arbetar med hackergruppen DedSec för att ta ner stadens CTO:s 2,0, ett avancerat övervakningssystem. Det finns flera olika sätt att slutföra uppdrag, och varje avslutat uppdrag ökar DedSecs rykte. Spelet innehåller ett kooperativt flerspelarläge där spelare kan strida mot varandra och ta kontakt med andra spelare i syfte att neutralisera en spelare som aktivt orsakar kaos.
Ubisoft studerade spelarnas återkopplingar från det första spelet för att bedöma vad som kunde förbättras i Watch Dogs 2 och spelets miljöer studerades genom att de gjorde flera resor till Kalifornien. Riktiga hackare konsulterades för att validera spelmekanikernas autenticitet.

## Rykten om uppföljare
Efter att Ubisoft i en uppdatering ändrade slutet i spelets berättelse så har rykten kommit om att Ubisoft planerade en uppföljare och ett tredje spel till Watch Dogs-serien. Till detta har även Ubisofts AI "SAM" svarat på en fråga om Watch Dogs 3 att det inte är redo än men meddelandet ändrades så fort det blev spritt på internet. Det officiella Twitter-kontot för Watch Dogs twittrade dessutom "This is everything" och tog senare bort tweeten. I början av juni 2019 bekräftades en uppföljare, Watch Dogs: Legion i samband med E3 vid samma tidpunkt där även gameplay, trailers och datum för release. Watch Dogs: Legion skulle komma att släppas den 29 oktober 2020.